# 참을 수 없는 법
참을 수 없는 법(Intolerable Acts 또는 Coercive Acts)은 영국의 북미 식민지에 대해 1774년에 영국 의회를 통과한 일련의 법률을 부르기 위하여 붙여진 이름이다. 이 법들은 13개 식민지의 분노와 극심한 저항을 자극했으며, 결국 미국의 독립으로 발전하는 중요한 계기가 되었다.
이 법 중 4개는 1773년 12월 16일 ‘보스턴 차 사건’으로 직접적인 반응이 왔다. 영국 의회는 매사추세츠 만 식민지를 본보기로 하여 이러한 징벌적 수단으로 1765년의 《인지세법》에서 시작된 영국 의회의 권위에 반항하는 식민지의 흐름을 차단하려 시도했다. 식민지 정착민 대부분은 이 법이 자신들의 권리를 무단으로 침해하는 것으로 간주하고, 1774년에 ‘제1차 대륙회의’를 열어 시위 협조를 도모했다. 긴장감이 고조되어 이듬해 ‘미국 독립 전쟁’이 발발했고, 결국 독립국 미국의 건국으로 이어졌다.

## 배경
13개 식민지와 대영제국과의 관계는 1763년에 끝난 ‘7년 전쟁’ 후에 완만하지만, 꾸준히 악화되고 있었다. 프랑스에 승리를 거뒀지만, 이 전쟁을 통해 영국 정부는 큰 빚을 지게 되었고, 영국 의회는 식민지에서의 세수입을 늘리기 위한 일련의 방법을 법제화했다. 의회는 1765년 〈인지세법〉과 1767년의 〈타운젠드법〉과 같은 법률이 대영제국을 유지하기 위한 비용 중 식민지에 전가되는 공정한 부담분을 물리는 법적인 수단이라고 생각했다. 식민지의 거센 항의로 〈인지세법〉과 〈타운젠드법〉은 철폐되었지만, 의회는 1766년 선언으로 ‘어떤 것이든’ 식민지에 입법할 권리가 있다는 입장을 고수했다.
그러나 많은 식민지 정착민들은 대영제국과는 다른 생각을 가지고 있었다. 영국 헌법 하에서 영국 신민의 (세금 형태의) 자산을 식민지 정착민의 동의 없이 징수할 수 없다고 생각했다. 그러므로 식민지가 의회에 직접 대표를 보내 않은 이상, 의회는 자신들에게 세금을 부과할 권리가 없다고 주장하는 사람이 식민지 주민들 중에서 등장했다. 이 견해는 “무대표 무과세”(No Taxation without Representatives)라는 슬로건으로 표현되었다. 《타운젠드법》 이후에 몇몇 식민지 논객이 이런 생각을 제시하여 의회가 식민지의 법적 관할권을 원래 가지고 있는 지에 대한 의문을 던졌다. 식민지의 의회 주권까지 미친 이 의문은 미국이 독립한다는 복선이 깔리게 되는 문제였다.

## 여러 악법
매사추세츠의 보스턴에서 1773년 《차법》을 의회가 통과시킨 것에 항의하는 ‘자유의 아들들’이 보스턴 항구에서 과세 대상인 차를 대량으로 바다에 버렸다. 이것이 이른바 ‘보스턴 차 사건’이다. 이 사건 소식은 1774년 1월에 영국에 도착했다. 의회는 일련의 법률을 제정하여 보복을 하려했고, 보스턴에서 사유 재산을 불법으로 파괴한 것에 대해 처벌하고, 매사추세츠에서 영국의 권위를 되찾고, 그리고 기타 미국의 식민지 행정 개혁을 목표로 했다.
1774년 4월 22일, 영국 총리 프레드릭 노스는 하원에서 다음과 같이 말하고 이 계획의 편을 들었다.
미국인들은 국민들을 부추겨, 그들의 상인을 습격하고, 그들의 배를 불태우고, 자신들의 법과 권위에 순종하는 것을 일체 거부하고 있다. 그러나 너무나 관대하고, 오래 인내한 우리의 행동이 이제 다른 길을 택해야 할 때가 왔다. 그 결과가 어떻게 되어도, 우리는 뭐든지 감당할 것이다. 그렇지 못하다면, 모든 것이 끝장이다.

### 보스턴 항구법
‘보스턴 차 사건’에 대응하여 가장 먼저 입법된 법률이다. 동인도 회사가 파기된 차의 배상을 받을 때까지, 또한 질서가 회복되어 국왕이 만족할 때까지 보스턴 항구를 폐쇄한다는 내용이다. 차를 폐기한 식민지의 특정인이 아닌, 보스턴 전체를 이 법으로 처벌하는 것에 반대하며 변호할 기회조차 주지 않고 처벌했다는 것에 대해 거센 항의가 일어났다.

### 매사추세츠 통치법
이 법은 매사추세츠 정부를 일방적으로 영국 정부의 지배하에 두도록 변경했기 때문에 보스턴 항구법보다 더 큰 분노를 샀다. 통치법에 의하면 식민지 정부의 모든 임원은 영국 정부 혹은 국왕이 임명하는 것으로 되어 있었다. 이 법은 또한 매사추세츠의 타운미팅의 활동을 엄격히 제한했다. 매사추세츠 이외의 식민지는 자신들의 정부도 영국 의회가 완전히 금지시켜 버리는 것을 두려워했다.

### 재판권법
매사추세츠 관리가 고발당하여 그곳에서 공정한 재판을 받을 수 없다고 생각할 때, 총독이 다른 식민지 혹은 영국 본국에 재판장을 옮기는 것을 인정한 법률이다. 이 법에서는 증인에게 그 제반 경비를 지불한다고 규정했지만, 실제로는 재판에서 증언하기 위해 일을 내팽개치고 대서양을 통과할 수 있는 식민지 사람은 거의 없었다. 조지 워싱턴은 영국 장교가 미국인에게 위해를 가해도 심판을 피할 수 있게 한다고 생각하고 이 법을 ‘살인법’이라고 불렀다. 1770년 ‘보스턴 학살 사건’ 이후에 영국 군인들에게 공정한 재판을 하지 않았기 때문에, 식민지 사람 중에는 이 법이 불필요하다고 생각하는 사람이 있었다.

### 병영법
병영법은 모든 식민지에 적용되며 미국에서 영국군 병사가 효율적인 주거를 마련할 수 있는 방법을 창출하게 되었다. 이전 법은 식민지 군인들에게 주택을 공급하도록 요구하고 있었지만, 식민지 의회는 이 법에 비협조적이었다. 새로운 병영법은 적당한 숙소가 마련되지 않는 경우 총독이 다른 건물을 군인에게 제공하는 것을 인정했다. 많은 사료에서 병영법으로 군대에 개인이 점유하고 있는 집에 묵을 수 있도록 했다고 주장하지만, 사학자 데이비드 아마만의 1974년의 연구에 따르면 그것은 신화일 뿐이고, ‘아무도 살지 않는 건물에 묵는 것을 인정했을 뿐’이라고 주장했다. 많은 식민지 사람은 병영법이 반대해할 것으로 생각했지만 적어도 ‘참을 수 없는 법’에 대한 항의를 낳았다.

### 퀘벡법
보스턴의 사건과 관련없는 법률이었지만, 통과된 시점이 식민지 사람들로 하여금 이 법이 자신들을 처벌하기 위해 계획한 법이라고 오해를 사게 했다. 퀘벡 식민지 영토를 확대시켜 그 지역의 프랑스계 가톨릭 주민에 일방적으로 유리한 개혁을 실시한 것이다. 그러나 선거에 의한 식민지 의회를 구성하는 것을 인정하지 않았다. 퀘벡법은 영국 식민지의 다양한 집단의 이익에 반하고 있었다. 토지 투기업자들과 개척자들은 식민지가 권리를 주장하고 있던 서부의 땅을 대표 권한이 없는 정부에 전달되는 것을 반대했다. 많은 사람들이 퀘벡에서 가톨릭이 우세할 것이라는 공포에 떨었으며, 프랑스계 캐나다인이 영국계 미국인을 압박할 것을 두려워했다.